# محمد عتيق عوض الحربي
محمد عتيق عوض العوفي الحربي مواطن سعودي، محتجز خارج نطاق القضاء في معتقلات خليج غوانتانامو الأمريكية، في كوبا. رقمه الأمني في معتقل غوانتانامو هو 333. تُفيدُ وزارة الدفاع الأمريكية بأنه ولد في 13 يوليو 1973، في العاصمة السعودية الرياض.
نُقِلَ محمد الحربي إلى المملكة العربية السعودية في 9 نوفمبر 2007.
يؤكد مستشارو مكافحة الإرهاب المستقلون في معهد (SITE) على أن الحربي كان يستخدم أسماء حركية أشهرها أبو الحارث، إضافة إلى استخدامه أسماء أبو قتيبة، وأبو خولة، ومحمد الحربي.

## العودة إلى الوطن
في 25 نوفمبر 2008، أصدرت وزارة الدفاع قائمة بالتواريخ التي غادرها الأسرى من غوانتانامو. ووفقًا لتلك القائمة، أُعيد الحربي إلى السعودية في 9 نوفمبر 2007، مع ثلاثة عشر رجلاً آخرين. تظهر السجلات المنشورة من المراجعات الإدارية السنوية للأسرى أن إعادته إلى الوطن كانت موضوع إجراءات المراجعة الداخلية الرسمية في الأعوام 2005 و2006 و2007.

## الرجوع للعمل الجهادي
في يناير 2009، أصدر تنظيم القاعدة في جزيرة العرب عدة مقاطع فيديو تهديدية.
عرّف اثنان من متحدثي القاعدة الذين ظهروا في شريط الفيديو أنفسهم بأنهم أسرى سابقون في غوانتانامو، وخريجو مركز الأمير محمد بن نايف للمناصحة، وهو مؤسسة إصلاحية مختصة بعمليات المعالجة الفكرية للمتطرفين. أحد الرجال الذين يزعم أنه أسير سابق في غوانتانامو، عرّف نفسه بأنه «أبو حارث محمد العوفي» الذي زعم أنه أسير غوانتانامو رقم 333.
ظهر في الفيديو مع ثلاثة رجال آخرين، هم سعيد الشهري. وناصر الوحيشي وقاسم الريمي.
في 28 يناير 2009، نشرت جريدة سعودي جازيت تقريرًا يستند إلى حد كبير على مقابلات مع عائلة العوفي. قالت والدة العوفي للجريدة السعودية إن تطرف ابنها كان بسبب تأثير الشهري، وأضافت أخته إنه لم يقدم أي دليل على انشقاقه واختفائه إلى أن تلقى مكالمة هاتفية من الشهري، الذي أخذه لاحقًا، ثم اختفيا.
في 3 فبراير 2009، نشرت الحكومة السعودية قائمة المطلوبين التي أسفرت عن 85 إرهابي مشتبه بهم. كتب روبرت وورث، في صحيفة نيويورك تايمز، أن أربعة عشر سعوديًا، كانوا محتجزين سابقًا في غوانتانامو، اعتُقِلوا للاشتباه في دعمهم للإرهاب عقب إطلاق سراحهم. وحُدّد «أبو حارث محمد العوفي» ضمن القائمة، مع اثنين من الرجال الثلاثة الآخرين الذين ظهروا في شريط الفيديو التهديدي.

## الاستسلام
ذكرت وكالة فرانس برس ونيويورك تايمز في 17 فبراير 2009، أن السلطات السعودية ذكرت أن «محمد عتيق عوض العوفي» سلّم نفسه طواعية إلى السلطات السعودية في اليمن. ونقلت جريدة سعودي جازيت أنه سلّم نفسه للسلطات اليمنية على الحدود السعودية اليمنية.
ذكرت سي إن إن أنه تم القبض عليه من قبل مسؤولي الأمن اليمنيين الذين سلّموه إلى السعودية.
يقال إن العوفي قد اتصل بقادة برنامج إعادة التأهيل قبل استسلامه. وذكر أنه من المقرر أن يعود إلى برنامج إعادة التأهيل.
وفقًا لموقع ميدل إيست أونلاين، أكد مسؤولو الأمن السعوديون أن الحربي قد أبلغهم أن إيران ترعى تنظيم القاعدة.

## قائمة معتقلي غوانتانامو
سنة 2009، أصدرت وزارة الدفاع الأمريكية أسماء وجنسيات 558 شخصا كانوا أو ما زالوا معتقلين في قاعدة غوانتانامو الأمريكية في كوبا في إطار «الحرب على الإرهاب»، وكان الحربي ضمن القائمة.